# Wilhelm Ernst Tentzel
Wilhelm Ernst Tentzel (1659-1707) est un littérateur et numismate allemand.
Né à Greußen en principauté de Schwarzbourg-Sondershausen, il étudie à Wittemberg. Il est nommé en 1685 professeur au gymnase de Gotha, puis conservateur des médailles et du musée de cette ville, conseiller de l'électeur et historiographe de Saxe. 
On a de lui :
- Saxonia numismatica, 1705, ouvrage sur les médailles de la Saxe ;
- Entretiens entre de bons amis sur toutes sortes de livres, Leipsick, 1688-98 : c'est Tentzel qui le premier publia une telle sorte de revue des ouvrages de littérature.

## Source
Marie-Nicolas Bouillet  et Alexis Chassang (dir.), « W. Ernest Tentzel » dans Dictionnaire universel d’histoire et de géographie, 1878 (lire sur Wikisource)